# Plambach (Pielach)
Der Plambach ist ein rechter Zufluss zur Pielach nahe Hofstetten-Grünau in Niederösterreich.
Der Plambach entspringt westlich der Meiselhöhe (521 m ü. A.) und fließt nach Westen ab, wo bald der von links kommende Steinbach einfließt, der den einzigen nennenswerten Zubringer darstellt. Der Plambach schwenkt später nach Nordwesten zur Pielach hin, in die er östlich von Mainburg von rechts mündet. Sein Einzugsgebiet umfasst 9,4 km² in großteils offener Landschaft. Der Bach fungiert als Grenze zwischen den Katastralgemeinden Plambacheck und Plambach und er wird auf seinem ganzen Verlauf von der Landesstraße L5220 begleitet, die von der Pielach über die Meiselhöhe führt.